# Oum Rabia
Oum Er-Rbia (arabsko أم الربيع, latinizirano: mati pomladi) je velika, dolga in pretočna reka v osrednjem Maroku.
Reka je dolga 555 kilometrov. S povprečnim pretokom vode 105 m3/s je Oum Er-Rbia druga največja reka v Maroku za reko Sebou. Izvira v Srednjem Atlasu in poteka skozi mesto Khénifra ter prispe na izliv v Atlantski ocean v pristanišče Azemmour, ki je na njenem levem bregu. 
Ne reki Oum Er-Rbia je šest jezov, od katerih je najpomembnejši jez Al Massira. 
Njeni najpomembnejši pritoki so reka El-Abid, reka Tessaoute in reka Lakhdar.
Po mnenju znanstvenikov je izvirno berberski običajni naziv reke Wansifen in je bil spremenjen v približno 16. ali 17. stoletju, na to spremembo pa je morda vplivala bližnja vas, imenovana Oum Rabia.
Oum Er-Rbia se napaja iz številnih izvirov podzemne vode. Območje blizu njenega izvira se zato imenuje Štirideset izvirov, čeprav je to bolj poetičen izraz kot natančno štetje.

## Gospodarstvo
Oum er-Rbia je velikega pomena za oskrbo s pitno vodo prebivalstva velikih delov osrednjega Maroka, pa tudi za namakanje kmetijskih površin v severnih nižinah Tadla in Doukkala.

## Zgodovina
Zgodovina poselitve nižine Tadla s strani berberskih ljudstev zagotovo sega daleč nazaj, vendar zaradi nepismene kulture Berberov ni pisnih dokazov. Pod arabskim vplivom in pozneje pod francosko kolonialno vladavino so se metode gojenja in namakanja okrepile.

## Značilnosti
Izvir Oum er-Rbia je obdan z majhnimi restavracijami. Enoločni most z dvema manjšima spremljajočima lokoma čez reko v Khenifri se imenuje Pont Portugais – čeprav je vprašljivo, ali so ga dejansko zgradili Portugalci; Vsekakor so evropski vplivi očitni, saj obokanih mostov v Maroku niso gradili niti Arabci niti Berberi. Večločni most Pont Portugais prečka reko v Kazbi Tadla. Približno 50 km od izliva reke, nad mestom Boulaouane, stoji impozantna gorska trdnjava (kazba), zgrajena v 18. stoletju pod Mulaj Ismailom.

## Turizem
Čeprav so zgornji tokovi Oum er-Rbia od marca do maja primerni za ture po divjih vodah s kanuji ali gumijastimi čolni, je imela reka doslej majhen turistični pomen.

## Galerija
- Ta kaskada tvori enega od izvirov Oum Er-Rbia, blizu Khénifre
- Strukture ob Oum Er-Rbia
- Azemmour ob Oum Er-Rbia
- Reka Oum Er-Rbia